# Ehemaliges Land- und Amtsgericht Düsseldorf (Gebäude)

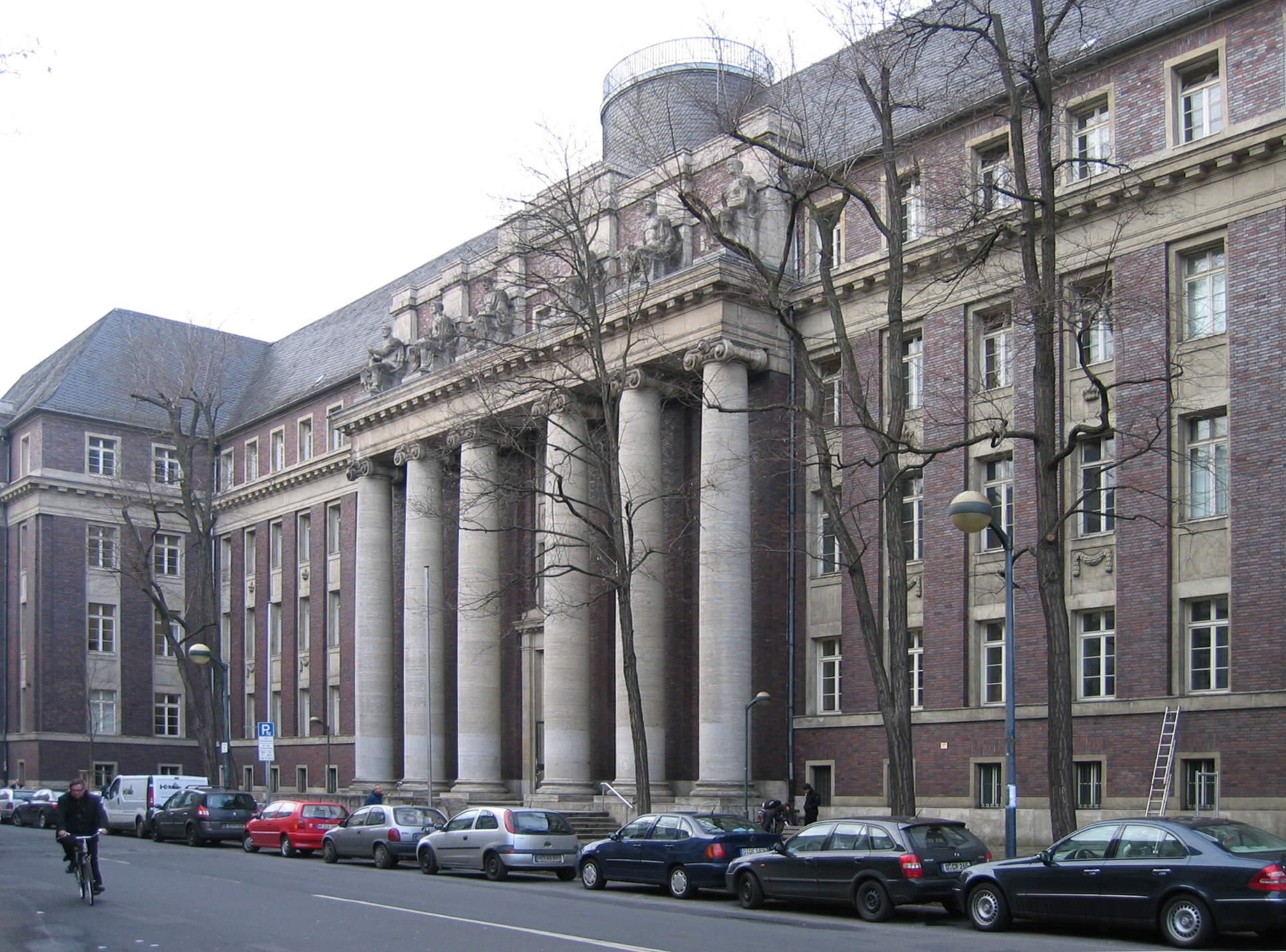
Gerichtsgebäude, Portikus

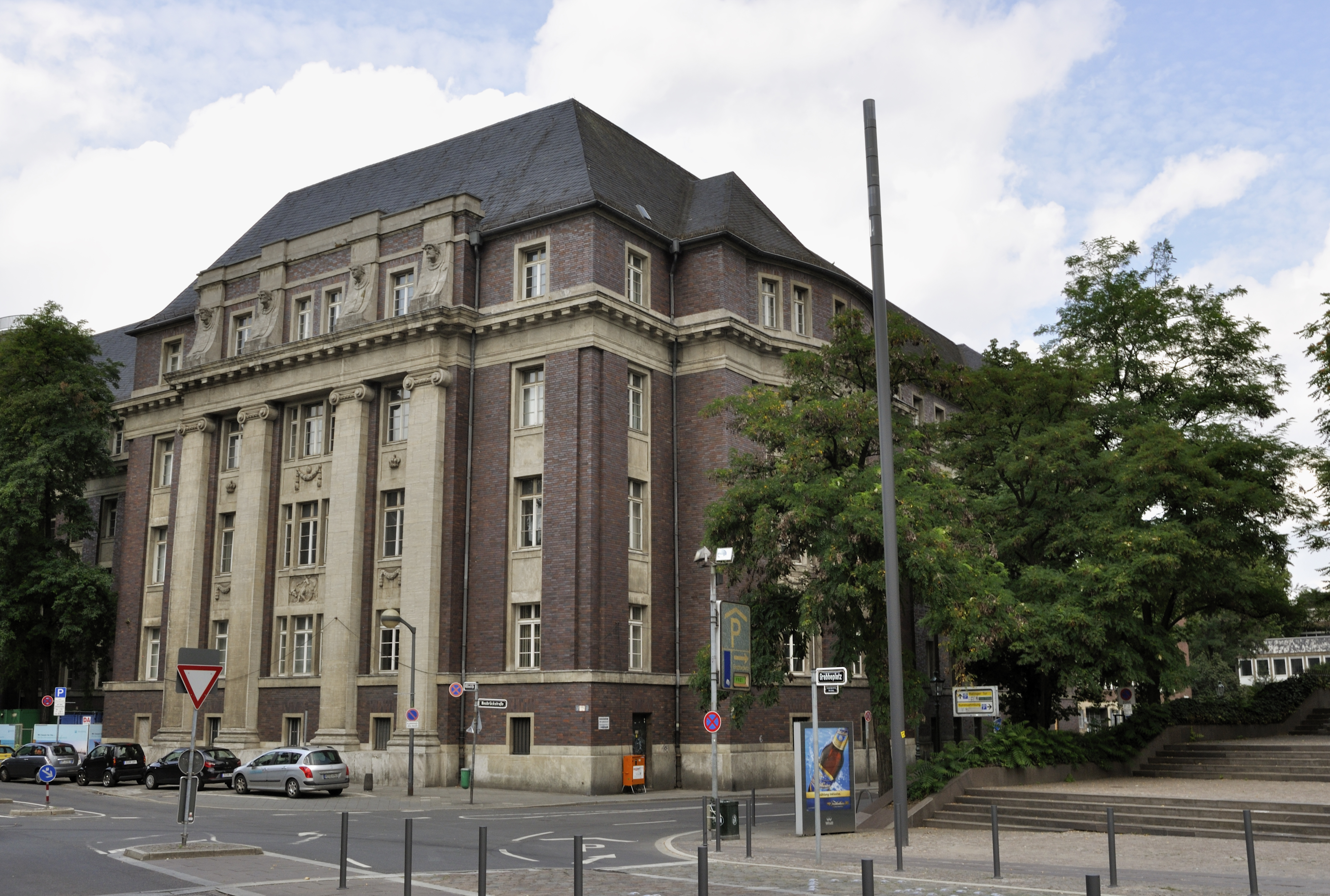
Gerichtsgebäude, Seitenrisalit

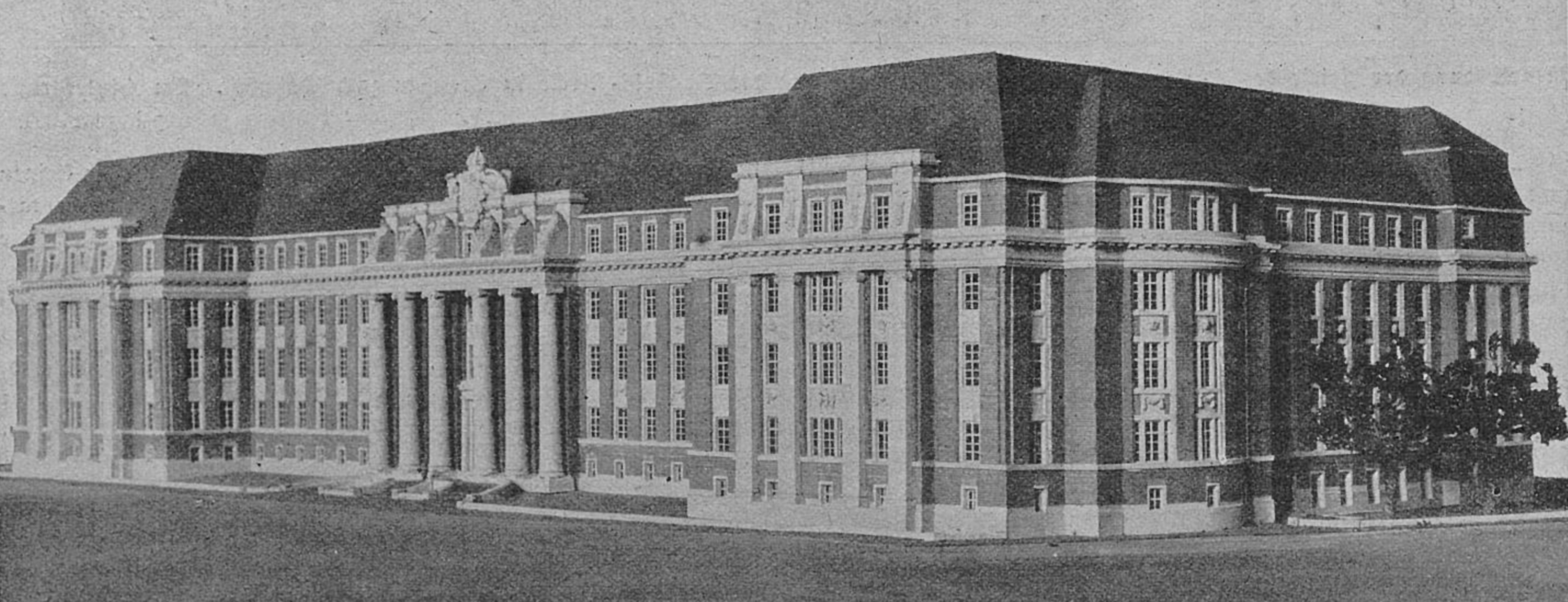
Justizgebäude an der Mühlenstraße (1914)

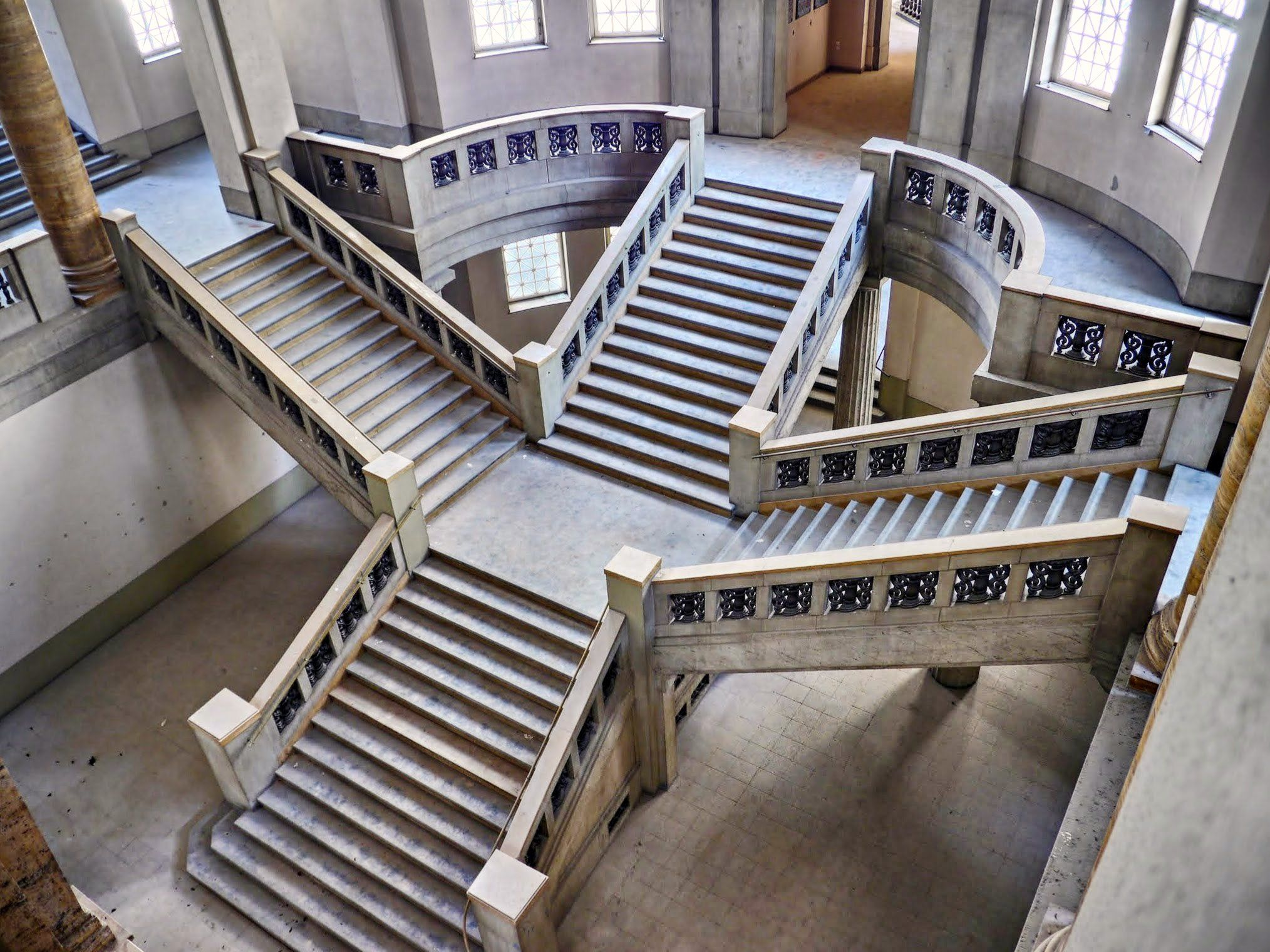
Treppenhaus

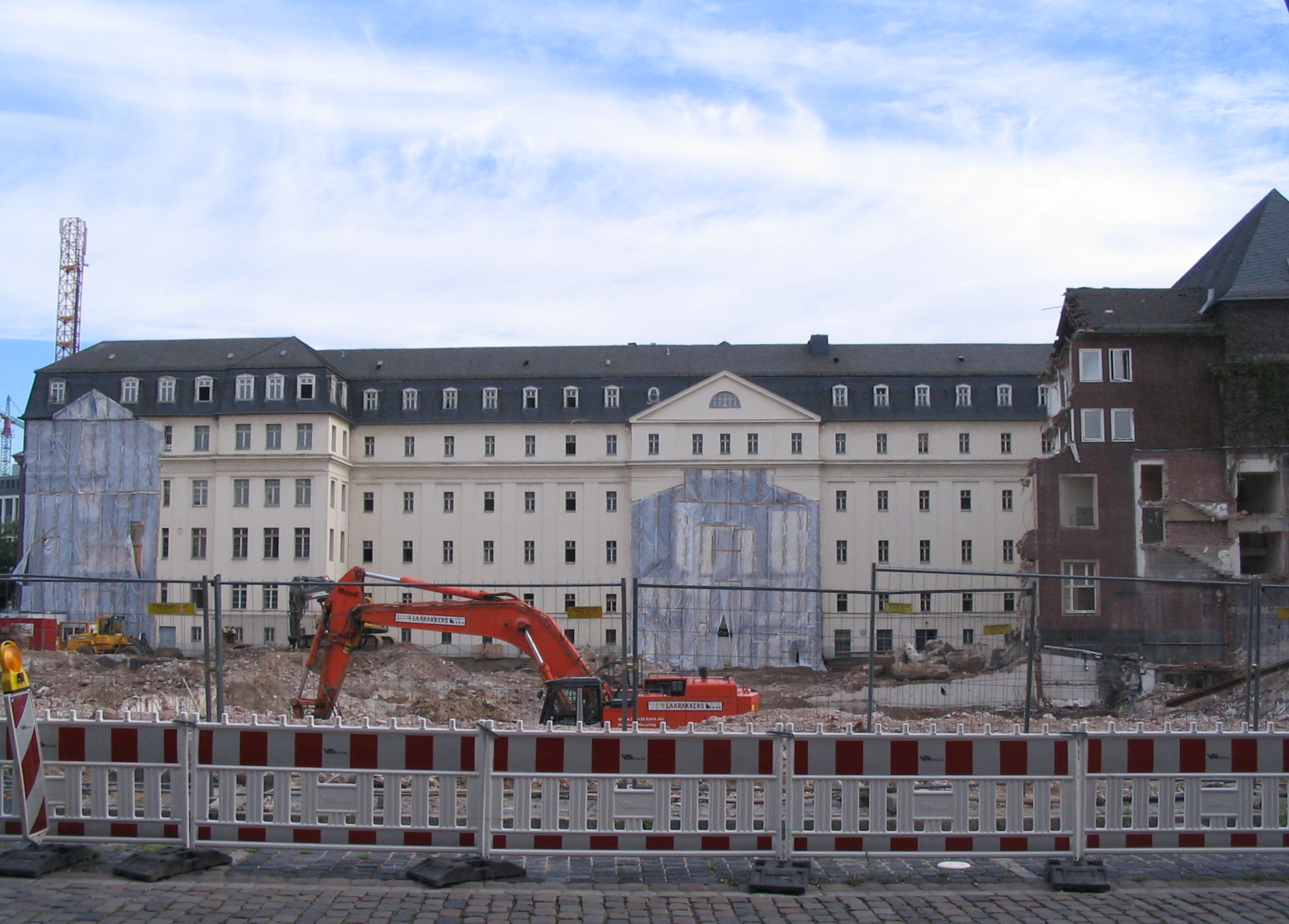
Rückfront während des Umbaus des Karees, Risalite teils mit Planen verhüllt (2012)

Das ehemalige Land- und Amtsgerichtsgebäude befindet sich an der Mühlenstraße 34 in der Düsseldorfer Altstadt. Das denkmalgeschützte Gebäude wurde 1913 bis 1923 nach Entwürfen von Felix Dechant am Standort des 1912 abgerissenen Statthalterpalais erbaut. Sein Baubeginn fällt in die Boomphase vor dem Ersten Weltkrieg, in der die rasant wachsende Stadt die Umschreibung Schreibtisch des Ruhrgebiets erhielt. Das heutige Land- und Amtsgerichtsgebäude befindet sich in einem Neubau an der Werdener Straße 1 in Düsseldorf-Oberbilk.

## Beschreibung
Das Gebäude weist das monumentale Bauprogramm eines neobarocken Justizpalastes des Wilhelminismus auf. Über einem Sockelgeschoss erheben sich vier Geschosse und das Walmdach, auf dem mittig ein ovaler Dachreiter angeordnet ist. Die Hauptfassade an der Mühlenstraße zeigt mit einem Mittelrisalit und zwei Seitenrisaliten die symmetrische Ordnung eines Barockschlosses. Den Mittelrisalit bildet ein Portikus mit sechs Säulen in Kolossalordnung mit ionischen Kapitellen. Der Portikus erinnert mit seinen Säulen an eine Tempelfront. Die Säulen stützen einen Architrav mit Zahnschnitt, worauf sechs hohe Figuren sitzen. Den Seitenrisaliten sind Pilaster vorgestellt. Das Gebäude ist mit Klinker verkleidet, einem Material, das in der Folgezeit das Bauen in Düsseldorf maßgeblich geprägt hat. Die Backsteinfassade zeigt einheitlich kalksteingerahmte Fenster in gleichmäßiger axialer Reihung.
Über dem Portikus sind als Sitzbilder überlebensgroße Personifikationen der Tugenden von dem Bildhauer Hubert Netzer zu sehen. Fritz Coubillier schuf die Brüstungsreliefs am ersten Obergeschoss des Portikus und der Risalite. Sie versinnbildlichen die guten und bösen Eigenschaften, Krieg und Frieden. An den Attiken der Eckrisalite sind Kopfmedaillons zu sehen, die von Leopold Fleischhacker stammen.

## Weitere Nutzung

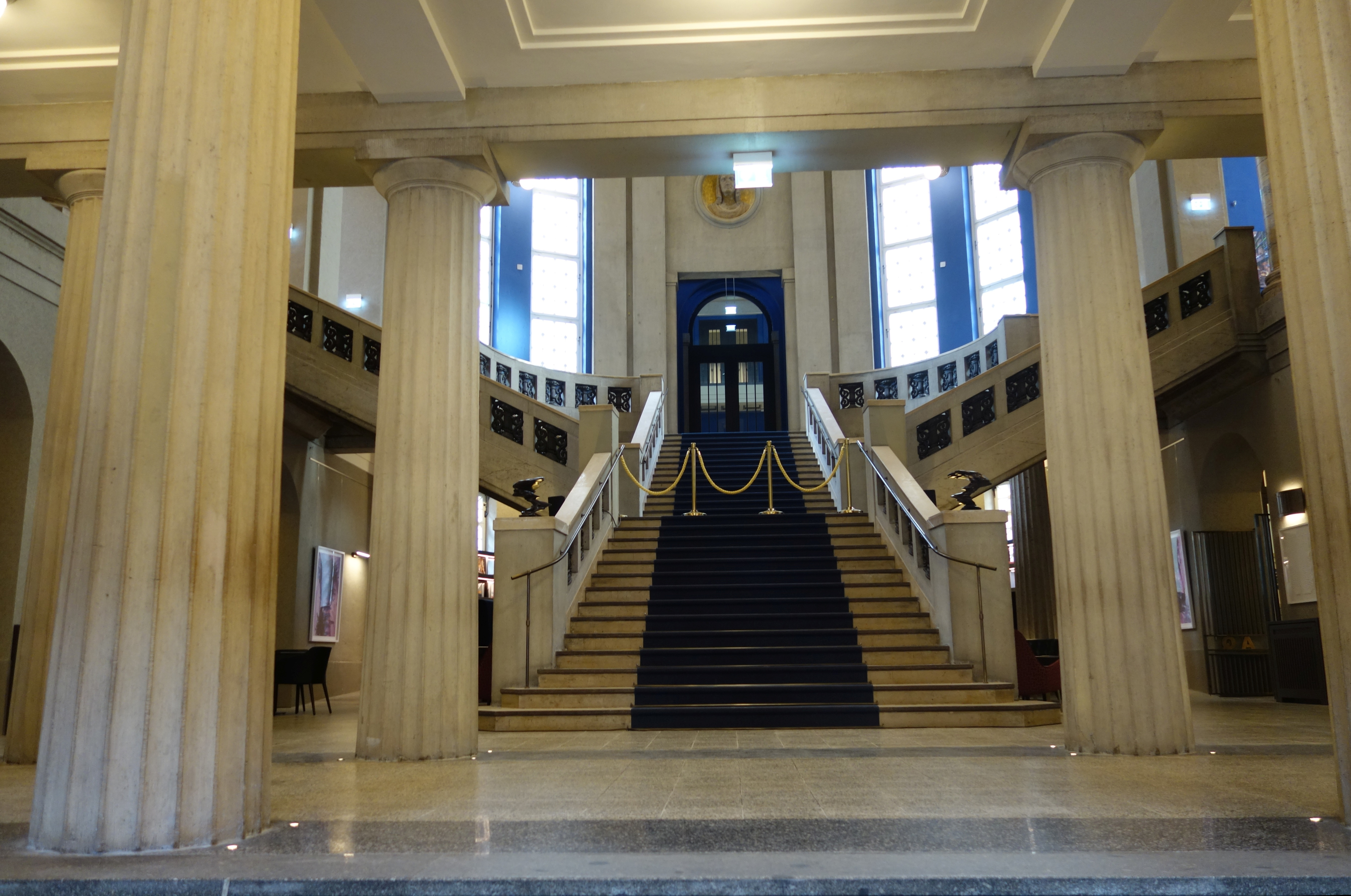
Eingangshalle des Andreasquartiers (2017)

In den 1950er und 1960er Jahren wurden auf der straßenabgewandten Seite des Grundstücks Nebengebäude für den Gerichtsbetrieb errichtet, darunter mehrere Zwei- bis Fünfgeschosser als Blockrandbebauung sowie ein zehngeschossiges Bürohochhaus im Inneren des Ensembles. Die denkmalgeschützten Fassaden des Palais Spinrath auf der Seite zur Ratinger Straße wurden in den Baukomplex integriert.
2010 wurden die Gebäude wegen ihrer nur noch geringen Eignung für den modernen Gerichtsbetrieb in ihrer ursprünglichen Nutzung aufgegeben. Da diese Entwicklung spätestens ab 2006 absehbar gewesen war, hatte das in Nettetal ansässige Immobilien-Investmentunternehmen Frankonia bereits im März 2007 das knapp 18.000 Quadratmeter große Grundstück vom Land Nordrhein-Westfalen erworben. Als Projektentwicklerin, Bauherrin und Vermarktungsgesellschaft tritt das Unternehmen Frankonia & Than Immobiliengesellschaft auf, die dem Areal den Namen Andreasquartier verliehen hat. Als Investor trat zunächst das österreichische Unternehmen Immofinanz und nach dessen Rückzug 2011 die Versicherungsgesellschaft LVM auf. LVM stellt rund 40 Prozent der Gesamtinvestition von rund 290 Millionen Euro aus Eigenmitteln zur Verfügung.
Zunächst war eine Umwandlung des Altbaus zum Hotel geplant, dazu dauerhaften Wohnungen sowie Büros und Gastronomie in neu zu errichtenden Gebäuden. Unter dieser Prämisse stand ein im Jahr 2008 durchgeführter Architektenwettbewerb, den das Büro JSK gewann. Nach einer Bürgerbeteiligung 2009, die sich vor allem um Fragen des Lärmschutzes drehte, wurde im März 2010 der Bebauungsplan rechtswirksam. Im Jahr 2010 stellte sich heraus, dass sich kein Interessent für den eigenverantwortlichen Betrieb des geplanten Hotels finden würde. Die Eigentümergesellschaft entschloss sich daraufhin, den Schwerpunkt auf die Wohnnutzung zu legen.
Insbesondere die Innengestaltung des Gerichtsaltbaus führte in der Planungs- und während der Bauphase zu Auseinandersetzungen zwischen dem Investor und den Genehmigungsbehörden. Streitpunkt war vor allem der Umgang mit der Eingangshalle, den Fluren sowie anderen Begegnungsräumen, die vergleichsweise großzügig ausgelegt, wegen der Errichtung zur Kriegs- und Nachkriegszeit aber sparsam ausgeführt sind. Diese großen Verkehrsflächen sowie die mit bis zu 60 Zentimetern sehr dicken Zwischenwände und Stahlsteindecke von zunächst unklarer Tragfähigkeit stießen auf Vorbehalte des neuen Eigentümers, blieben letztlich aber weitgehend erhalten. Im zweiten und den darüber liegenden Stockwerken willigte der Denkmalschutz in eine teilweise Nutzung der alten Flurflächen als Bäder, Küchen und sonstige Nebenräume ein. Weiterer Streitpunkt war die Dachgestaltung, die im Altzustand zahlreiche Gauben aufweist, aus Investorensicht aber hin zu großformatigen Fenstern verändert werden sollte. Die Fassade zur Straßenseite wurde vollständig unverändert, die zu den übrigen Seiten weitgehend erhalten. Wegen des Denkmalschutzes sind lediglich kleinformatige französische Balkone angelegt und eine Innendämmung aufgebracht worden.
Anfang 2012 begannen Abrissarbeiten, um die Bürogebäude neueren Datums auf dem Gelände zu beseitigen. Die Erdarbeiten wurden von intensiven archäologischen Untersuchungen begleitet. Der Gerichts-Altbau wurde auf der Hofseite durch neue Anbauten ergänzt. Insgesamt umfasst das Gebäude damit rund 120 Wohnungen gehobener Qualitätsklasse mit 42 bis 360 Quadratmetern Fläche. In der Eingangshalle wird ein Concierge-Service eingerichtet. Die Querriegel des Altbaus sind für Büronutzung vorgesehen. Insgesamt soll das Quartier knapp 400 Wohneinheiten umfassen und über eine dreigeschossige Tiefgarage mit 635 Stellplätzen verfügen. Die bei weitem meisten Wohnungen entstanden in Neubauten auf dem Areal. Die Brutto-Grundfläche sämtlicher nutzbarer Räume liegt bei rund 65.000 Quadratmetern. Der Abschluss der Bauarbeiten war für den Herbst 2015 geplant. Die Wohnungen werden überwiegend als Eigentumswohnungen zu Preisen zwischen 4000 und 16.000 Euro pro Quadratmeter vermarktet.
Am 11. Oktober 2017 feierte das Andreasquartier (in Kurzform AQ), ein Wohnviertel mit Hotel, Apartment-Anlage und Konferenzzentrum, seine Eröffnung. Fünf neue Gastronomien fanden hier ihren Standort: in der Lobby die „AQ Lounge und Bar“, das „Café du Sommelier“ und das Steakhouse „Mash“ links und rechts vom Eingangsportal Mühlenstraße, die „20° Restobar“ und das „Mutter-Ey-Café“ am Mutter-Ey-Platz. Am 12. Mai 2019 eröffnete „Hagi's Barber Shop“, Mutter-Ey-Platz 5.